# Sada Thompson
Sada Carolyn Thompson, née le 27 septembre 1927 et morte le 4 mai 2011, est une actrice américaine ayant joué au cinéma et à la télévision. Elle est notamment connue pour le rôle de Kate Lawrence dans Family (en) (1976-1980).

## Enfance et jeunesse
Sada Thompson naît à Des Moines, Iowa en 1927. Elle est la fille de Hugh Woodruff Thompson et de Corlyss Thompson (née Gibson). La famille déménage à Fanwood, dans le New Jersey, quelques années plus tard,. Elle fréquente le lycée Scotch Plains-Fanwood jusqu'en 1945.

## Carrière
Sada Thompson obtient un baccalauréat en beaux-arts de théâtre au Carnegie Institute of Technology (maintenant connu sous le nom d'université Carnegie Mellon), après quoi elle travaille régulièrement pour le théâtre régional dans des pièces telles que La Mouette, Pygmalion, Our Town, Arms and the Man et L'esprit s'amuse. Elle reçoit une formation au Pittsburgh Playhouse (en), où elle apparait dans de nombreuses productions.
Elle fait ses débuts Off-Broadway dans une production de 1955 de Under Milk Wood, et elle apparait l'année suivante à la télévision dans une production de Goodyear Television Playhouse (en). Elle fait ses débuts à Broadway en 1959 dans la comédie musicale Juno (en). Elle joue également à New York dans The Effect of Gamma Rays on Man-in-the-Moon Marigolds, Le Tartuffe et Twigs (en) . Ses performances sur scène lui valent un Obie Award, un Tony Award de la meilleure actrice dans une pièce de théâtre (pour Twigs), trois Drama Desk Awards et deux Prix Sarah-Siddons (le dernier décerné pour des performances exceptionnelles au théâtre de Chicago). Elle est élue à l'American Theater Hall of Fame (en) en 2005.
Forte de son succès dans Twigs, Thompson est engagée pour jouer la voisine Irene Lorenzo dans All in the Family. Après l'enregistrement du premier épisode, elle est cependant remplacée par Betty Garrett, en raison des opinions différentes qu'elle et le producteur Norman Lear avaient sur la façon dont le personnage devait être joué.

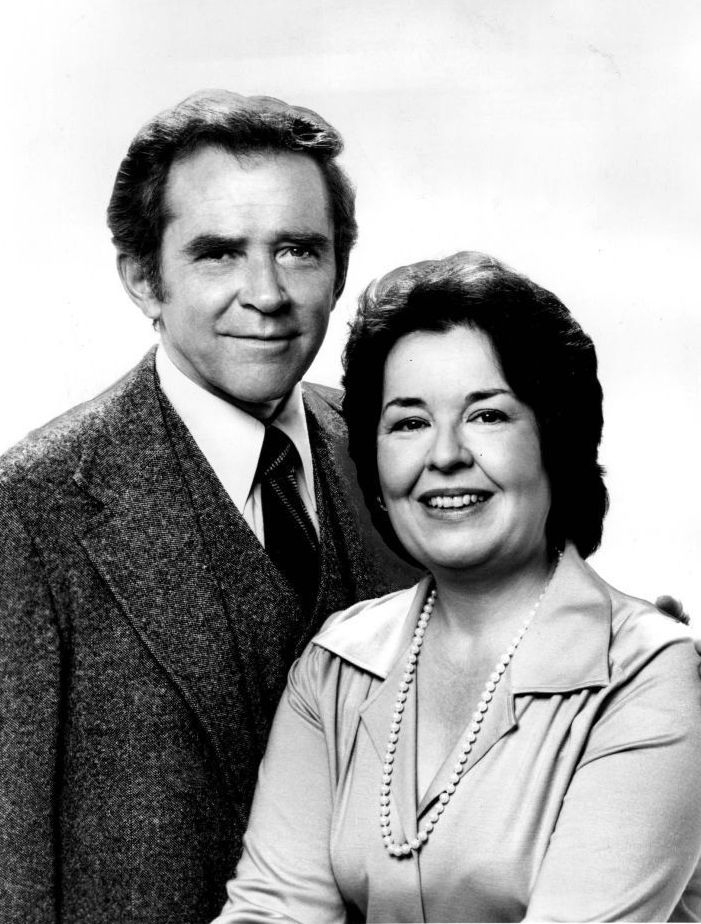
James Broderick et Sada Thompson dans Family (1976)

Elle est ensuite choisie pour incarner la matriarche Kate Lawrence dans Family (en). L'interprétation de Kate par Thompson est saluée pour son réalisme. Elle remporte en 1978 l'Emmy Award de la meilleure actrice dans une série dramatique pour ce rôle, qui lui vaut également trois nominations pour le Golden Globe de la meilleure actrice dans une série télévisée dramatique.
Elle est nommée neuf fois pour l'Emmy Award, dont une nomination pour son interprétation de la mère de Carla dans Cheers. Thompson participe également  à des émissions télévisées, telles que Owen Marshall, Counselor at Law (en), La croisière s'amuse, Le Père Dowling, Andre's Mother, Le silence des innocents, Urgences et New York, police judiciaire. Dans les longs métrages dans lesquels elle a tourné on trouve The Pursuit of Happiness, Desperate Characters et Pollock.

## Vie privée
Thompson est mariée à Donald E. Stewart du 18 décembre 1949 jusqu'à sa mort. Elle et son mari vivaient à Southbury, Connecticut. Leur fille, Liza Stewart, est créatrice de costumes.

## Décès
Sada Thompson est décédée le 4 mai 2011 à Danbury, Connecticut, d'une maladie pulmonaire, à l'âge de 83 ans.

## Filmographie

### Films
| Année | Titre                     | Rôle              | Remarques |
| ----- | ------------------------- | ----------------- | --------- |
| 1971  | La poursuite du bonheur   | Ruth Laurent      |           |
| 1971  | Desperate Characters      | Claire            |           |
| 1976  | L'artiste                 | Phoebe Riz        | téléfilm  |
| 1977  | Our Town (en)             | Mme Gibbs         | téléfilm  |
| 1983  | Princesse Daisy           | Macha             | téléfilm  |
| 1986  | My Two Loves (en)         | Dorothée          |           |
| 1987  | Le Père Dowling           | Maria Pello       | téléfilm  |
| 1989  | Home Fires Burning        | Pastine Tibbetts  |           |
| 1989  | Fear Stalk (en)           | Pearl             |           |
| 1990  | Andre's Mother            | Catherine Gérard  | téléfilm  |
| 1995  | Le Silence des innocents  | Virginia McMartin | téléfilm  |
| 1997  | Any Mother's Son (en)     | Gertie            | téléfilm  |
| 1998  | The Patron Saint of Liars | Sœur Évangéline   | téléfilm  |
| 2000  | Pollock                   | Stella Pollock    |           |

### Télévision
| Année     | Titre                            | Rôle               | Remarques                                                |
| --------- | -------------------------------- | ------------------ | -------------------------------------------------------- |
| 1961      | Camera Three (en)                | Rosalyne           | Épisode : « Le miroir fissuré »                          |
| 1963      | The Nurses (en)                  | Mme. Mitchell      | Épisode : « La main secourable »                         |
| 1964      | The DuPont Show of the Week (en) | Judy               | Épisode : "La banque manquante de Rupert X. Humperdinck" |
| 1973      | Love Story                       | Maman Cassalini    | Épisode : "Joie"                                         |
| 1974-1976 | Lincoln                          | Mary Todd Lincoln  | 5 épisodes                                               |
| 1976-1980 | Family (en)                      | Kate Laurent       | 86 épisodes                                              |
| 1982      | Marco Polo                       | Tante Flore        | 2 épisodes                                               |
| 1986      | La croisière s'amuse             | Laura Jameson      | 2 épisodes                                               |
| 1991      | Cheers                           | Maman Lozupone     | Épisode : « Honore ta mère »                             |
| 1993      | Alex Haley's Queen (en)          | Mademoiselle Mandy | 3 épisodes                                               |
| 1995      | New York, police judiciaire      | Elaine Nicodos     | Épisode : « Jeopardy »                                   |

## Récompenses et nominations
| Année | Association           | Catégorie                                                       | œuvre nommée             | Résultat |
| ----- | --------------------- | --------------------------------------------------------------- | ------------------------ | -------- |
| 1976  | Primetime Emmy Awards | Meilleure actrice dans un second rôle dans une série ou un film | Lincoln                  | Nommée   |
| 1976  | Primetime Emmy Awards | Meilleure actrice dans une série ou un film                     | Le Cabotin               | Nommée   |
| 1977  | Golden Globes         | Meilleure actrice - Série télévisée dramatique                  | Family (en)              | Nommée   |
| 1977  | Primetime Emmy Awards | Meilleure actrice dans une série dramatique                     | Family (en)              | Nommée   |
| 1978  | Primetime Emmy Awards | Meilleure actrice dans une série dramatique                     | Family (en)              | Lauréate |
| 1979  | Golden Globes         | Meilleure actrice - Série télévisée dramatique                  | Family (en)              | Nommée   |
| 1979  | Primetime Emmy Awards | Meilleure actrice dans une série dramatique                     | Family (en)              | Nommée   |
| 1980  | Golden Globes         | Meilleure actrice - Série télévisée dramatique                  | Family (en)              | Nommée   |
| 1980  | Primetime Emmy Awards | Meilleure actrice dans une série dramatique                     | Family (en)              | Nommée   |
| 1991  | Primetime Emmy Awards | Meilleure actrice invitée dans une série comique                | Cheers                   | Nommée   |
| 1995  | Primetime Emmy Awards | Meilleure actrice dans un second rôle dans une série ou un film | Le Silence des innocents | Nommée   |